# Souverain Prince Rose-Croix

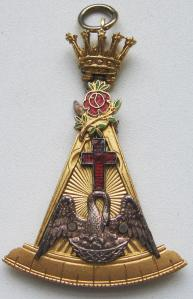
Bijoux du 4e Ordre du RFM, verso, ou du 18e du REAA, recto.

Souverain Prince Rose-Croix est en franc-maçonnerie le nom d'un haut grade maçonnique. Il représente le 4e des Ordres de Sagesse du Rite français et le 18e degré des grades de perfection du Rite écossais ancien et accepté sous le nom de Chevalier Rose-Croix. Les premiers rituels connus de ce grade remontent à 1765.

## Aspect du grade

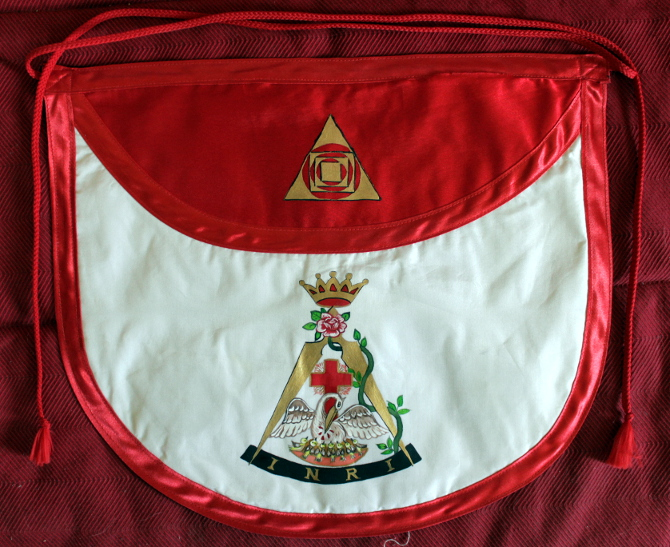
Tablier du IVe Ordre du Rite français moderne